# Xian de Jingyu
Le xian de Jingyu (靖宇县 ; pinyin : Jìngyǔ Xiàn) est un district administratif de la province du Jilin en Chine. Il est placé sous la juridiction de la ville-préfecture de Baishan.

## Démographie
La population du district était de 140 921 habitants en 1999.